# Ruch Stanisławów
Ruch Stanisławów – polski klub piłkarski z siedzibą w mieście Stanisławów (obecnie Iwano-Frankiwsk na Ukrainie), działający w roku 1930.

## Historia
Ruch nazw:
- 1930: K.P.W. Ruch Stanisławów
- 1930: klub rozwiązano

Klub Przysposobienia Wojskowego Ruch został założony w Stanisławowie na początku lat 20. XX wieku. W 1930 roku drużyna zadebiutowała w rozgrywkach Klasy C podokręgu Stanisławowskiego Lwowskiego OZPN.
Po zakończeniu sezonu 1930 klub z nieznanych przyczyn przestał istnieć.